# سعیدآباد (بوئین‌زهرا)
سعیدآباد ، روستایی از توابع بخش دشتابی شهرستان بوئین‌زهرا در استان قزوین ایران است.اما در طی سال های اخیر با توجه به ساخت و ساز های صورت گرفته این روستا به شهر ارداق چسبیده است اما از این شهر جداست.

## جمعیت
این روستا در دهستان دشتابی غربی قرار دارد و براساس سرشماری مرکز آمار ایران در سال ۱۳۸۵، جمعیت آن ۱٬۳۱۸ نفر (۳۲۷خانوار) بوده‌است.